# Joe Dallesandro

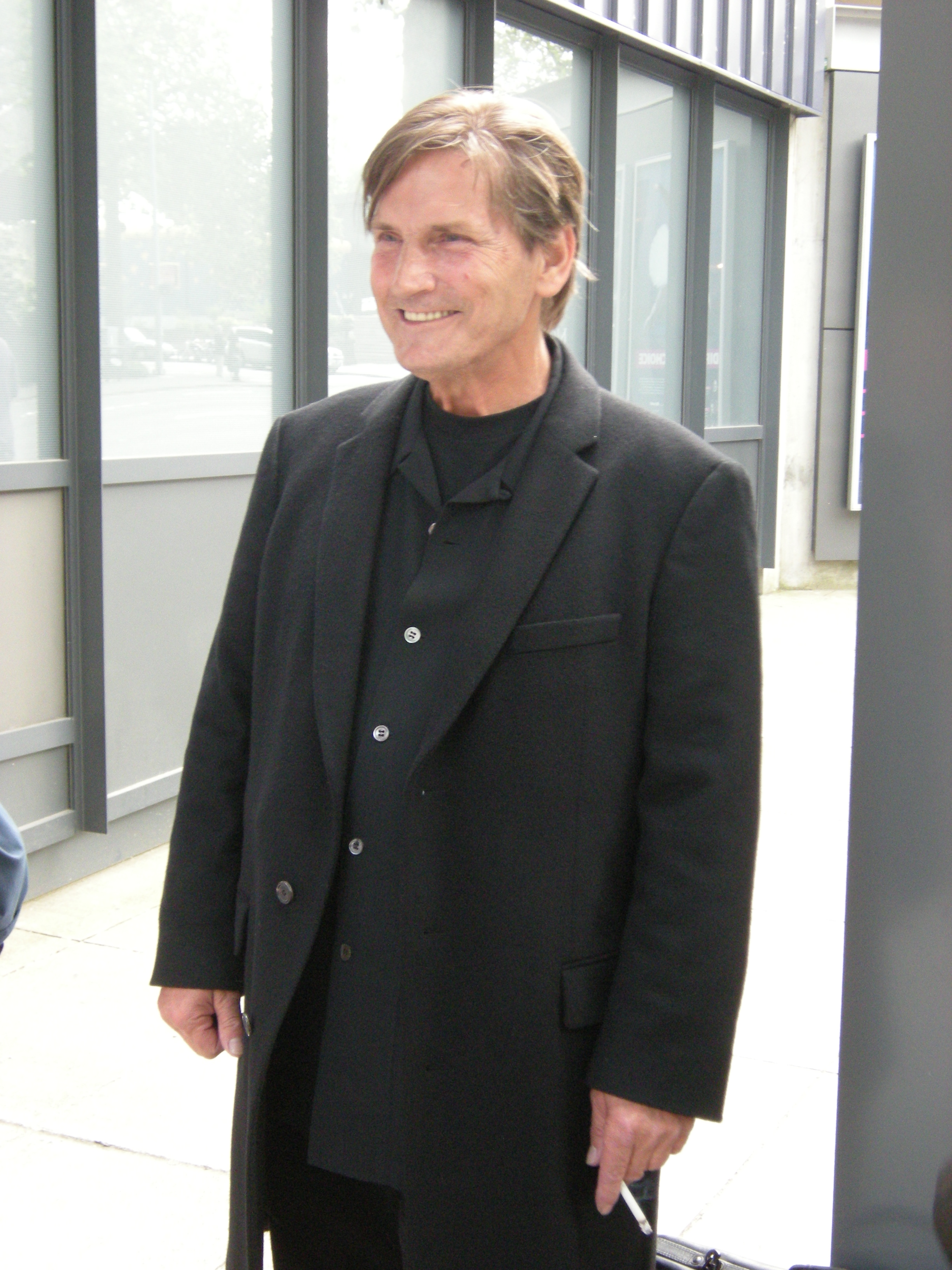
Joe Dallesandro, 2009

Joe Dallesandro, manchmal auch Joe Dallessandro, eigentlich Joseph Angelo D’Allesandro, (* 31. Dezember 1948 in Pensacola, Florida) ist ein US-amerikanischer Schauspieler, der durch seine Hauptrollen in den Filmen von Andy Warhol und Paul Morrissey bekannt wurde.

## Leben
Dallesandro wurde eher zufällig von dem amerikanischen Regisseur Paul Morrissey entdeckt, als die beiden sich in einem New Yorker Appartementhaus kennenlernten. Dallesandro, der schon mit 15 oder 16 Jahren in Kalifornien Erfahrungen als Aktmodel für Bob Mizers Athletic Model Guild gesammelt hatte, schien genau richtig für die Rolle eines jungen Strichers in Flesh, der neben Ausstrahlung auch den Mut zur vollkommenen Nacktheit mitbringen musste. Es lag wohl auch an Joe Dallesandro, dass der 1968 uraufgeführte Film zu einem sensationellen Kinoerfolg nicht nur in den Vereinigten Staaten wurde. Der Mann, der nur selten lächelte, dessen Schauspielkunst gar nicht als solche zu bezeichnen war, der zum männlichen Sex-Objekt stilisiert wurde, avancierte in kurzer Zeit zum avantgardistischen Superstar des Underground-Films.
Die Zusammenarbeit mit Andy Warhol und Paul Morrissey endete 1974. Nachdem die Filme Andy Warhol’s Frankenstein und Andy Warhol’s Dracula in Italien abgedreht waren, entschied sich Dallesandro, in Europa zu bleiben und drehte dort zahlreiche – meist mittelmäßige – Filme. Anfang der 1980er Jahre kehrte er nach Amerika zurück und spielte dort unter anderem unter der Regie von Francis Ford Coppola. An die Erfolge, die Joe Dallesandro bei den Morrissey-Filmen hatte, konnte er jedoch nicht mehr anknüpfen.
Für das von Warhol gestaltete Cover des 1971 veröffentlichten Rolling-Stones-Albums Sticky Fingers hatte Dallesandro sich als Model zur Verfügung gestellt. Zur gleichen Zeit widmete Lou Reed „Little Joe“ die dritte Strophe seines Titels Walk on the Wild Side. Im folgenden Jahrzehnt verwendete die englische Band The Smiths ein Still aus dem Film Flesh mit Dallesandro als Coverfoto ihres Debütalbums The Smiths. Auch die norwegische Band Briskeby besang später Joe Dallesandro in ihrem gleichnamigen Song.
2009 präsentierte die in Amerika lebende deutsche Filmemacherin Nicole Haeusser auf der Berlinale die Dokumentation Little Joe, ein umfangreiches Porträt des Schauspielers.

## Filmografie (Auswahl)
- 1967: ★★★★
- 1968: Flesh
- 1968: Lonesome Cowboys (Lonesome Cowboys)
- 1970: Trash
- 1972: Hollywood
- 1973: Andy Warhols Frankenstein (Flesh for Frankenstein)
- 1974: Andy Warhols Dracula (Dracula cerca sangue di vergine… e morì di sete!!!)
- 1974: Das nimmersatte Weib (Donna è bello)
- 1975: Harley Riders – Sie kannten kein Erbarmen (L'ambizioso)
- 1975: Black Moon
- 1975: Die Saat des Todes (Seeds of Evil)
- 1975: Die wilde Meute (Il tempo degli assassini)
- 1976: Action Winners (L’ultima volta)
- 1976: Je t’aime (Je t'aime moi non plus)
- 1976: Emanuela 77 (La Marge)
- 1977: Ein schlichtes Herz (Un cuore semplice)
- 1978: Geständnis einer Nonne (Suor Omicidi)
- 1978: Rallye des Todes (6000 km di paura)
- 1980: Toy (Vacanze per un massacro)
- 1981: Merry-Go-Round
- 1984: Cotton Club (The Cotton Club)
- 1984–1987: Miami Vice (Fernsehserie)
- 1986: Critical Conditions (Critical Conditions)
- 1986: Fortune Dane (Fortune Dane)
- 1987: Kampf gegen die Mafia (Wiseguy, Fernsehserie)
- 1988: Double Revenge (Double Revenge)
- 1988: Helden USA 3 (Operation Paratrooper)
- 1988: Der Hitchhiker (The Hitchhiker, Fernsehserie)
- 1988: Sunset – Dämmerung in Hollywood (Sunset)
- 1989: Hollywood Detective (The Hollywood Detective)
- 1990: Matlock (Fernsehserie)
- 1990: Cry-Baby
- 1990: Beinahe ein Engel (Almost An Angel)
- 1991: Wild Angel
- 1992: Wilde Orchidee 2 (Wild Orchid II: Two Shades of Blue)
- 1992: Guncrazy (Gun Crazy)
- 1994: Sugar Hill
- 1995: T-Rex (Theodore Rex)
- 1998: L.A. Without a Map
- 1999: The Limey
- 2002: Pacino Is Missing
- 2008: 3 Stories About Evil (Kurzfilm)